# Jordi Moners i Sinyol
Jordi Moners i Sinyol (El Prat de Llobregat, 14 de juny de 1933 - Llinars del Vallès, 5 de desembre de 2019) fou un polític, filòleg i traductor i editor català, membre fundador del Partit Socialista d'Alliberament Nacional (PSAN) i un dels intel·lectuals orgànics de referència de l'independentisme d'esquerres. Estudià Filologia Romànica a Alemanya, on va viure entre 1959 i 1971, i al llarg de la seva vida traduí al català Nicolau Maquiavel, Karl Marx, Bertold Brecht i Antonio Gramsci, entre d'altres.

## Biografia
Estudià Dret a la Universitat de Barcelona i treballà de passant. Més endavant ho deixà per fer estudis de filologia romànica a les universitats de Friburg de Brisgòvia, Marburg i Ruprecht Karl de Heidelberg, que compaginà amb feines diverses. El 1966 ingressà al Front Nacional de Catalunya. La seva estada a Alemanya i Itàlia el portà progressivament d'uns plantejaments socialdemòcrates a uns de netament marxistes. El 1968 formà part de l'escissió que conduí a la formació del PSAN. L'any 1975 fundà Edicions de la Magrana conjuntament amb Jaume Fuster, Carles-Jordi Guardiola i Francesc Vidal, tots ells militants del PSAN. El 1977 tingué un important paper en la definició d'aquest com a partit comunista.
Juntament amb Salvador Balcells, també militant del PSAN, impulsà la Marxa del Llobregat (1978), una caminada ecologista des de Castellar de n'Hug fins a la desembocadura del riu. Fou dirigent del Moviment de Defensa de la Terra del 1984 al 1989. El 1984 fou detingut a Barcelona amb altres militants independentistes, entre els quals la seva companya Núria Codina, arran de la mort de Toni Villaescusa, militant de Terra Lliure i anteriorment del PSAN. Al cap d'uns dies fou posat en llibertat sense càrrecs. El 1987 impulsà la Unió, una associació de veïns de Sant Boi de Llobregat, que dirigí fins al 1988. Fou dirigent de Catalunya Lliure del 1989 al 1996. De fet, en les eleccions al Parlament de Catalunya de 1992 en serà el cap de llista per la circumscripció de Tarragona.
El novembre de 1989 un grup d'extrema dreta, intitulat Milícia Catalana, atemptà contra casa seva. Participà com a professor a l'Escola d'Estiu del País Valencià i a la Universitat Catalana d'Estiu i fou impulsor d'Edicions Lluita, que edità 12 llibres de formació marxista i independentista (1983-1993), a més de la revista Lluita (1969–2015). Va organitzar l'activitat política del PSAN al Baix Llobregat fins a l'any 2001, en què va canviar la seva residència a Llinars del Vallès, on impulsà diverses iniciatives d'alliberament nacional i social. Fou militant actiu del PSAN i membre del seu Comitè Executiu fins a la suspensió d'activitats del partit, el desembre de 2015.

## Obra publicada

### Obra pròpia
- Síntesi d'història dels Països Catalans.  La Magrana, 1976.
- Dietari de la Marxa del Llobregat, 1978.[9]
- Auca del Llobregat, 1978.
- Auca de la llengua catalana, 1980.
- La llengua de Castigaleu.  Centre d'Estudis Ribagorçans, 2008.[10]

### Traduccions
- Brecht, Bertolt. Formalisme i realisme.  Edicions 62, 1971.
- Marcuse, Herbert. Filosofia i política. Edicions 62, 1971.
- Marx, Karl; Engels, Friedrich. Crítica del programa de Gotha. Edicions 62, 1971.
- Hansen, Soren; Andersen, Bo Dan; Jensen, Jesper. Petit llibre roig dels joves estudiants. JRC, 1973.
- Marx, Karl; Engels, Friedrich. Manifest del partit comunista.  La Magrana i Edicions 62, 1977.
- Herburger, Günter. Les extraordinàries aventures de Bombeta. Editorial Laia, 1981.
- Machiavelli, Niccolò. El príncep.  Editorial Laia, 1982.
- Grass, Günter. Anestèsia local. Edicions 62, 1983.
- Lenin, Marx per Lenin. Edicions Lluita, 1983.
- Gramsci, Antonio. El materialisme històric i la filosfia de Croce. Editorial Laia, 1983.
- Marx, Karl. El capital. Edicions 62 (6 volums), 1983-1990.
- Lodi, Mario. Cipì. La Magrana, 1986.
- Moser, Erwin. La granota solitària. La Magrana, 1986.
- Lodi, Mario. La bandera. La Magrana, 1987.
- Marx, Karl; Engels, Friedrich. La ideologia alemanya. Editorial Laia (2 volums), 1987.
- Brancati, Vitaliano. Don Giovanni a Sicília. La Magrana, 1988.
- Beccaria, Cesare. Dels delictes i de les penes.  Edicions 62, 1989.
- Nilved, Giorgio. Missatge de Belfast. La Magrana, 1989.
- Schami, Rafik. Els narradors de la nit.  La Magrana, 1991.
- Hegel, Georg Wilhelm Friedrich. Introducció general a les "Lliçons sobre la filosofia de la història universal". PUV, 1991.
- Rudelius, Wolfgang. En Carbassó. La Magrana, 1993.
- Eça de Queirós, José María. El Mandarí. Tres i Quatre, 1998.
- Marx, Karl. El Capital.  Tigre de Paper (6 volums), 2018.[11]